# Mineralni vrelec
Mineralni izviri so naravni izviri, ki proizvajajo vodo, ki vsebuje minerale ali druge raztopljene snovi, ki spremenijo njen okus ali ji dajo domnevno zdravilno vrednost. Sol, žveplove spojine in plini so med snovmi, ki se lahko raztopijo v izvirski vodi med njenim prehodom skozi podzemlje.
Mineralna voda, pridobljena iz mineralnih izvirov, je že dolgo pomembno trgovsko blago.
Mineralna zdravilišča so letovišča, ki so se razvila okrog mineralnih izvirov, kamor so se že v preteklosti  (pogosto premožni) ljudje zatekli, da bi si opomogli - kar pomeni, da so mineralno vodo pili (hidroterapija in zdravljenje z vodo) ali se v njej kopali (balneologija).
Zgodovinski mineralni vrelci so bili pogosto opremljeni z zapletenimi kamnoseškimi deli - vključno z umetnimi bazeni, opornimi zidovi, kolonadami in strehami - včasih v obliki domišljijskih grških templjev, paviljonov ali pagod. Drugi so bili v celoti zaprti v stavbah.

## Vrste
V stoletjih so po svetu trgovske družbe in posamezniki klasificirali mineralne izvire glede na  kemično sestavo vode, ki se je iz njih pridobivala in glede na zdravstvene učinke, za katere so verjeli, da jih imajo: 
- Litijevi izviri vsebujejo soli litija.
- Izviri, ki vsebujejo soli železa.
- Galunski izviri vsebujejo galun.
- Sulfatni izviri vsebujejo plin vodikov sulfid (glej tudi fumarola).
- Slani izviri vsebujejo soli kalcija, magnezija ali natrija.
- Alkalni izviri vsebujejo alkalne snovi.
- Izviri, ki vsebujejo gašeno apno kalcijev hidroksid.
- Vroči ali termalni izviri lahko vsebujejo zelo koncentrirane različne minerale.
- Izviri, ki vsebujejo Ogljikov dioksid (soda voda).
- Radioaktivni izviri vsebujejo sledi kakšne radioaktivne snovi, kot na primer radij ali uran.

## Usedline
Vrste sedimentnih kamnin - navadno apnenca (kalcijev karbonat) - včasih nastanejo z izhlapevanjem ali hitrim padcem mineralne izvirske vode, zlasti na ustjih vročih mineralnih izvirov. (Take mineralne usedline lahko najdemo tudi na posušenem jezerskem dnu.) Nastanejo lahko spektakularne tvorbe, vključno s terasami, stalaktiti, stalagmiti in zamrznjenimi slapovi (na primer Mammoth Hot Spring v Yelowstonskem narodnem parku).
Tak svetlo porozen kalcit je znan kot travertin in se na veliko uporablja kot gradbeni material. Travertin ima bel, rumenkast ali smetanast videz in pogosto vlaknasto ali koncentrična zrna.
Drugačna vrsta izvirske vode, ki vsebuje kremenate in apnenčaste minerale, je znana kot lehnjak. Podoben je travertinu, vendar še mehkejši in bolj porozen.
V železni vodi se lahko odlagajo železove spojine, kot je limonit. Nekatera taka nahajališča so bila dovolj velika, da so lahko pridobivali železovo rudo.
- Železov mineralni izvir pri Brezniku, Bolgarija.
- Izvir v Taptapaniju, v Azaršahru, Iran
- Terase travertina v Badab-e Surt, Iran.